# 柴又女子大生放火殺人事件
柴又女子大生放火殺人事件（しばまたじょしだいせいほうかさつじんじけん）は、1996年9月9日に東京都葛飾区柴又で発生した放火殺人事件。警視庁による正式名称は「柴又三丁目女子大生殺人・放火事件」。
捜査が継続しているものの犯人は逮捕されておらず、未解決事件となっている。また、捜査特別報奨金制度（公的懸賞金制度）の対象事件となっている。

## 概要
1996年9月9日午後4時35分頃、東京都葛飾区柴又3丁目の民家より火災が発生。約2時間後に消し止められ、焼け跡から上智大学4年生の女子大生（当時21歳）の遺体が発見された。被害者の女子大生は2日後にアメリカへの海外留学を控えていた。遺体は口と両手を粘着テープで、両足をパンティーストッキングで縛られており、首を鋭利な刃物で刺されていた。
現場の状況から警視庁刑事部捜査第一課は殺人事件と断定して亀有警察署に特別捜査本部を設置。顔見知りの犯行と見て捜査を開始した。
事件から10年経った2006年9月、両足の縛り方が「からげ結び」という特殊な方法だったこと、現場に残されたマッチ箱の残留物から家族以外のDNAが発見されたことが公開された。
2014年9月、2階の遺体に掛けられていた布団に付着した血液から犯人と思われるDNA型が検出され、1階で発見されたマッチ箱に付着したDNA型とも一致したことが報道された。
事件の現場である被害者宅の建物は現存しないが、跡地には被害者の名前をつけた地蔵が祀られている。

## 事件前後の状況
事件発生日は、朝から断続的に雨が降っており、昼過ぎから強く降り出し始め、15時過ぎにはさらに激しくなっていた。父親は福島に出張中、姉も仕事でおらず、家には母親と被害者の二人きりだった。15時50分少し前に被害者がトイレに行くため自室から一階に降りてきた。仕事に出かける準備をしている母親へ「こんなに雨が降っていても自転車で出かけるの？」と声を掛けた。これが最後の会話になった。
- 15:50 - 母親が仕事のために家を出る、この時玄関に鍵はかけなかった[2][13]。
- 16:15頃 - 近所の通行人によると火は出ていなかった。
- 16:35 - 出火[2]。
- 16:39 - 隣家から119番通報。
- 18:00頃 - 内部が全焼、ようやく火が消し止められる[2]。

消防隊員が2階で被害者を発見、直ちに病院に搬送されたが、死亡が確認された。

## 被害者と室内の様子
- 被害者は2階の両親の寝室で父親の布団の上で横向きに寝かされ、夏用の掛け布団を頭からかぶせられていた[8]。布団の左右の端は体の下に挟み込まれていた。
- 被害者は首の右側を6か所集中的に刺され出血多量で死んでいた[2][12]。
- 口には粘着テープが貼られていた[2]。
- 両腕も粘着テープで縛られていた[2]。かなり抵抗したとみられる傷が手に数か所あり、その上から粘着テープが巻かれていたので両手は殺害後に縛られたと見られている[2]。
- 両足はストッキングでからげ結びに縛られていた[2][9]。からげ結びは造園、足場組み立て、和服着付け、舞台衣装、古紙回収、電気工事、土木関係などの業種で用いる[9]。造園業では「かがり結び」とも呼ばれる。
- 着衣の乱れはなかった[2]。
- 気管にすすの付着がなかったことから殺害後に放火したとみられる。
- 仏壇のマッチで1階東側の6畳和室の押入れに放火されていた。
- 1階のパソコンにも火がつけられていた。
- 父親が普段使用しているスリッパが2階に揃えて残されていた[14][15]。

## 凶器
- 刃物 - 小型ナイフのような鋭利な刃物で約8センチ、刃幅約3センチとみられる[16]。まだ発見されていない。
- 粘着テープ - 外部から持ち込まれ使用された[2]。

## 犯人の遺留品
犯人が持ち込んで使用した粘着テープに三種類の犬の毛が付着していたことが2009年1月に判明した。被害者宅は一度も犬を飼っておらず、特別捜査本部は犯人が複数の犬に囲まれる生活をしていた可能性が高いとみている。
2階にある仏壇の近くにあったマッチ箱が1階玄関付近に落ちており、そこからA型の血液が採取されている。被害者も含め家族にA型の人間はいない。マッチ箱は犯人が火を付ける際、使用したとみられる。

## 犯人像
粘着テープが持ち込まれていたことから計画性がうかがえる。人目に付く時間帯の犯行などから様々な説が流れている。

### 顔見知り説
- 父親のスリッパが2階にあったことから、顔見知りの人間を家に招き入れた可能性がある[14][15]。
- 犯行が人目につきやすい夕方に短時間で行われている[8]。
- 遺体上半身に頭から夏用の薄い掛け布団が掛かけられていた[8]。

### ストーカー説
- 留学の2日前に起きた犯行から考えられる。ただし性的好意を抱く犯人なら強姦するはずだが、性的暴行された形跡がない。
- 事件発生約10日前の1996年8月末、午前0時頃、送別会からの帰宅途中で男に後をつけられたため駅まで戻った[14]。

### 強盗説
- 引き出しが荒らされ1万円が無くなっていた[18]。しかし、洋服ダンス内の預金通帳、留学のためのリュックサックにあったトラベラーズチェックや現金など十数万円は手つかずだった[13][19]。

## 家からなくなったもの
- 旧1万円札（1986年まで発行された聖徳太子の肖像入りの紙幣） - 父親が1階居間の戸棚の引き出しに1枚だけ保管していた[18][15]。現場検証で、戸棚の引き出しに物色された跡があり、その紙幣だけが見つからなかった[18][15]。

## 現場近くで見られた不審者
- 事件当日の午後4時30分から40分頃、雨の中を傘も差さず現場付近から駅の方面へ走って行った20〜30代ほどの男[20]。
- 午後4時頃、被害者宅の南側で自転車を乗り回していた30代前半ほどの男[21]。
- 午前9時から午後3時までの6時間、金町公園周辺をうろついていた白い手袋の男[22]。
- 事件前日の8日午前5時頃、被害者宅近くの掲示板付近で「ふざけんな、ぶっ殺すぞ！」と叫び、軍歌を歌いながら自転車で走り去った男。（「週刊文春」1996年9月26日号）
- 事件前、被害者宅を見ていた男[23][24]。年齢は30代後半、身長150～160cm、やせ形[23][24]。黄土色のレインコートと黒ズボン姿[23][25][24]。
- 事件当日午後4時頃、黒傘を差して現場近くに立っていた中年男[22]。これと似た男が事件当日朝、京成高砂駅（柴又駅の隣駅）付近で柴又3丁目への行き方を主婦に尋ねている[26]。
- 事件3日前の正午過ぎ、40歳前後の中年男が近くの何軒かの家に入りこんで追い返されたり、他人の家の門前でライターをいじるなど不審な行動を取っていた[13]。
- 事件当日の午後4時30分頃、現場近くから、白い手袋をした20代後半から30代前半の男が、土砂降りの中を傘も差さず柴又駅の方向に向かって走り去った[22][13]。

### 警視庁が公開した不審人物
- 2018年9月、警視庁は事件当日の午後3時55分ごろ被害者宅の玄関先で目撃された、黄土色のコートに黒っぽいズボンを身に着けた男のイラストを公開した。男は身長約160センチで体格は中肉～やや痩せ型、雨にもかかわらず傘を差さずに被害者宅を見つめていた。この男はこれまでの捜査で唯一、足取りがわかっていない[27]。
- 2021年8月には、同日午後3時30分ごろ事件現場南側の交差点で目撃された、黒色傘をさして立つ男のイラストも公開された[24]。男は身長150～160cmで体格は痩せ型、服装は2018年に公開された男のものと似ていた。警視庁は2名が同一人物の可能性が高いと判断しており、広く情報提供を呼び掛けている[28]。